# Josep Calvet i Vilana
Josep Calvet i Vilana (Barcelona, 18 d'octubre de 1935 – Barcelona, 26 de març de 2010) fou un futbolista català de la dècada de 1950.

## Trajectòria
Provinent del CE Banyoles, va ingressar al FC Barcelona l'any 1952, jugant a l'equip amateur entre 1952 i 1953, al filial SD Espanya Industrial entre 1953 i 1956, club que compaginà amb el primer equip, malgrat només jugà un partit oficial de copa el 8 de maig de 1955 a Riazor. Durant aquests anys fou campió de Catalunya Amateur amb el Barcelona, i internacional amateur amb la selecció espanyola amb la qual guanyà la medalla de plata Jocs del Mediterrani de 1955.
Els seus negocis de gèneres de punt van fer que decidís abandonar el futbol professional per passar a jugar al futbol català de Tercera Divisió. Jugà al CE Europa, CE Manresa, al CF Badalona i al CE L'Hospitalet. Jugà un partit amb la selecció catalana de futbol en la celebració de les noces d'or del CE Europa el 29 d'agost de 1957.